# یواس‌اس وال (اس‌اس‌ان-۶۳۸)
یواس‌اس وال (اس‌اس‌ان-۶۳۸) (به انگلیسی: USS Whale (SSN-638)) یک زیردریایی بود که طول آن ۲۹۲ فوت ۳ اینچ (۸۹٫۰۸ متر) بود. این زیردریایی در سال ۱۹۶۶ ساخته شد.